# Ben Afeaki
Pas d'image ? Cliquez ici

a Compétitions nationales et continentales officielles uniquement.

b Matchs officiels uniquement.
Dernière mise à jour le 11 janvier 2023.
Ben Afeaki, né le 12 janvier 1988 à Auckland (Nouvelle-Zélande), est un joueur de rugby à XV international néo-zélandais, évoluant au poste de pilier. Après avoir arrêté sa carrière de joueur, il devient entraîneur à partir de 2016.

## Carrière de joueur

### En club
Après être passé par le réputé Sacred Heart College d'Auckland, Ben Afeaki commence sa carrière professionnelle en 2007 avec la province de North Harbour pour disputer le National Provincial Championship,.
Après plusieurs saisons abouties, il fait partie de l'effectif élargi de la franchise locale des Blues. Cependant, devant une importante concurrence à son poste avec la présence de John Afoa et Charlie Faumuina, il décide de rejoindre les Chiefs pour disputer la saison 2010 de Super Rugby,. Il devient rapidement un joueur important, et un cadre au poste de pilier droit grâce à sa tenue en mêlée et ses qualités physiques. Lors de la saison 2012, il réussit à revenir en trois mois d'une fracture du bras pour participer en tant que remplaçant aux phases finales de la compétition, qui voient les Chiefs gagner le premier titre de leur histoire,. Avec son équipe, il remporte la compétition pour la deuxième fois consécutive la saison suivante,.
En 2014, il subit une commotion cérébrale lors du premier match de la saison contre les Crusaders. Cette commotion, sa troisième en trois ans, le force à prendre du repos pour une durée indéterminée. En avril 2015, alors qu'il subit encore les symptômes de la commotion subie plus d'un an auparavant, il décide d'arrêter sa carrière de joueur à l'âge de 27 ans.

### En équipe nationale
Ben Afeaki joue avec l'équipe de Nouvelle-Zélande des moins de 19 ans (en) en 2006 et 2007, avec remporte le championnat du monde lors de cette dernière année,. Il joue ensuite avec l'équipe de Nouvelle-Zélande des moins de 20 ans en 2008, et remporte le championnat du monde junior,.
Il est appelé pour jouer avec les Māori All Blacks en 2010, dans le cadre d'une série de matchs célébrant les 100 ans de cette sélection. Avec cette équipe, il joue trois rencontres en 2010, puis trois autres en 2012 et enfin deux en 2013.
En juin 2011, il est sélectionné pour la première fois par Graham Henry pour faire partie du groupe élargi d'entrainement des All Blacks. Il ne dispute cependant aucun match. 
Après avoir manqué d'être sélectionné en 2012 en raison de blessures, il est rappelé en sélection en juin 2013 par Steve Hansen,. Il connait sa première cape internationale le 8 juin 2013 à l’occasion d’un match contre l'équipe de France à Auckland.
Après cette première sélection, il n'est pas retenu pour disputer le Rugby Championship 2013, et ne connait pas d'autre sélections à cause de fin de carrière prématurée.

## Carrière d'entraîneur
Un an après l'arrêt de sa carrière de joueur, Ben Afeaki est nommé entraîneur spécialiste de la mêlée dans son ancienne équipe de North Harbour en 2016.
Après deux saisons à North Harbour, il rejoint la franchise des Blues à partir de la saison 2018 de Super Rugby, toujours en tant que spécialiste de la mêlée.
En juillet 2019, il est nommé entraîneur de la mêlée de la sélection samoane dans le cadre de la Coupe du monde 2019.
En novembre 2020, il est nommé dans le staff technique des Moana Pasifika, une sélection représentant les îles du Pacifique, dans le cadre d'une rencontre d'exhibition contre les Māori All Blacks disputée le 5 décembre 2020.
En 2023, il quitte les Blues pour rejoindre le staff du Rugby New York en Major League Rugby, prenant en charge les avants.
Il fait son retour en Nouvelle-Zélande plus tard la même année, et devient l'entraîneur adjoint de son ancienne équipe de North Harbour pour la saison 2023 de NPC, puis en prend la tête l'année suivante.

## Palmarès

### En club et province
- Vainqueur du Super Rugby en 2012 et 2013 avec les Chiefs.

### En équipe nationale
- Vainqueur du championnat du monde des moins de 19 ans en 2007.
- Vainqueur du championnat du monde des moins de 20 ans en 2008.

## Statistiques
Ben Afeaki compte une cape en équipe de Nouvelle-Zélande, dont aucune en tant que titulaire, depuis le 8 juin 2013 contre l'équipe de France à Auckland.